# Moord op Andrej Karlov
De moord op Andrej Karlov was een aanslag op een Russische diplomaat in de Turkse hoofdstad Ankara.
In de middag van 19 december 2016 werd in Ankara tijdens een tentoonstelling de Russische ambassadeur in Turkije Andrej Karlov doodgeschoten.
Hij werd beschoten door een 22-jarige politieagent die niet in functie was maar toetreding kreeg tot de tentoonstelling door zich voor te doen als een beveiliger.
De dader werd een half uur na de moord zelf doodgeschoten door agenten. Tijdens de aanslag riep hij dat hij de aanslag pleegde voor de slachtoffers die vielen bij de Syrische en Russische bombardementen in Aleppo. Naast Andrej Karlov, raakten er drie mensen gewond bij de aanslag.

## Verloop
De dader was de 22-jarige Mevlut Mert Altintas, van beroep agent. Hij wist toegang tot de tentoonstelling te krijgen door zich voor te doen als beveiliger. Hij was op het moment van de aanslag niet in dienst. Toen de Russische diplomaat, Andrej Karlov, aan het woord kwam schoot hij hem acht keer in zijn rug. De schutter begon daarna islamitische leuzen te schreeuwen en schreeuwde dat de aanslag een wraakactie was voor het bloedvergieten in Aleppo. Drie mensen raakten bij de schietpartij gewond maar de verwondingen zouden niet ernstig zijn. De schutter werd een half uur na de moord zelf door de politie doodgeschoten toen hij zich verzette tegen zijn arrestatie. Volgens een Russische parlementariër zouden de gesprekken onder Turkije, Rusland en Iran die een paar dagen na de aanslag zouden plaatsvinden gewoon doorgang vinden.